# (4992) Kálmán
(4992) Kálmán – planetoida z pasa głównego asteroid okrążająca Słońce w ciągu 4 lat i 49 dni w średniej odległości 2,58 j.a. Została odkryta 25 października 1982 roku w Krymskim Obserwatorium Astrofizycznym w Naucznym na Półwyspie Krymskim przez Ludmiłę Żurawlową. Nazwa planetoidy pochodzi od Imre Kálmána, węgierskiego kompozytora. Przed nadaniem nazwy planetoida nosiła oznaczenie tymczasowe (4992) 1982 UX10.